# Dmitri Skopintsev
Dmitri Vladimirovitch Skopintsev (en russe : Дми́трий Влади́мирович Ско́пинцев), né le 2 mars 1997 à Voronej en Russie, est un footballeur russe. Il joue au poste d'arrière gauche au Dynamo Moscou.

## Biographie

### Débuts professionnels

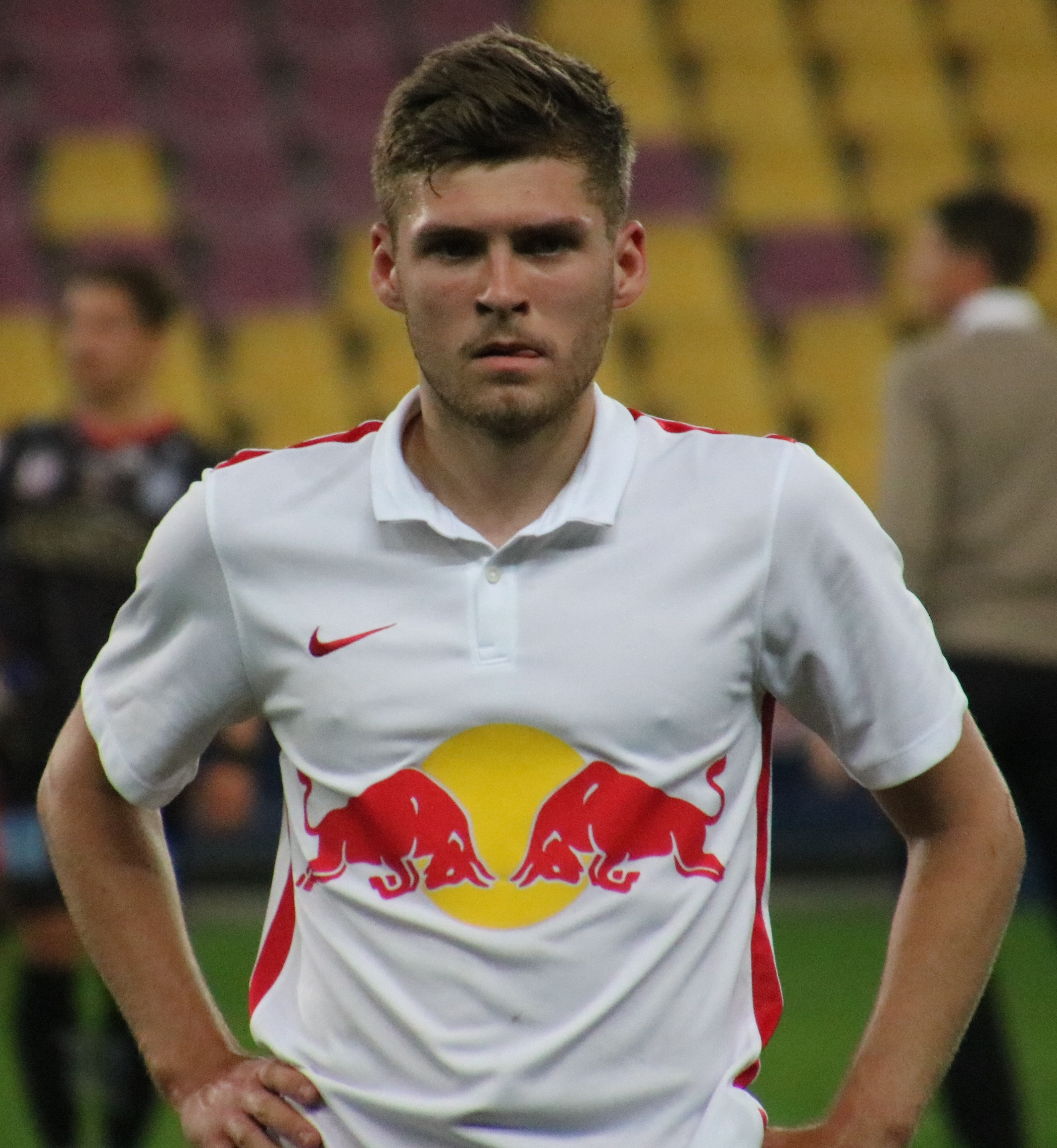
Dmitri Skopintsev avec le FC Liefering en 2016.

Formé par le Dynamo Moscou et le Zénith Saint-Pétersbourg, et passé par le RB Leipzig en Allemagne dans les équipes de jeunes, Dmitri Skopintsev commence sa carrière professionnelle en Autriche, avec le club du FC Liefering, qui évolue en deuxième division. Il rejoint ensuite le FK Rostov, où il découvre enfin la première division russe.
En 2017, il est prêté au FK Baltika Kaliningrad. Avec ce club, il inscrit 11 buts en deuxième division russe.

### FK Krasnodar
Le 20 février 2019, il signe un contrat de cinq ans et demi avec le FK Krasnodar. Le 3 mars 2019, il joue son premier match avec son nouveau club, en championnat face au FK Spartak Moscou (1-1).
Skopintsev inscrit son premier but pour le FK Krasnodar le 11 mars 2019 contre le FK Orenbourg. Il entre en jeu et marque quelques minutes plus tard. Les deux équipes se neutralisent ce jour-là (2-2 score final).

### Retour au Dynamo Moscou
Le 7 janvier 2020 Dmitri Skopintsev fait son retour au Dynamo Moscou, où il a fait une partie de sa formation, en s'engageant pour un contrat de quatre ans et demi. Il y retrouve justement l'entraîneur qui l'a coaché en jeunes, Kirill Aleksandrovich Novikov (en), nommé à la tête du Dynamo.

### Carrière internationale
Avec les moins de 16 ans, il s'illustre lors d'un match amical contre la Lituanie, le 16 août 2011, au cours duquel il inscrit un but et délivre une passe décisive.
Avec les moins de 17 ans, il délivre une passe décisive contre la Finlande, le 23 janvier 2014, lors d'une rencontre amicale (victoire 1-2).
Avec les moins de 18 ans, il délivre une passe décisive contre la Corée du Sud, le 11 janvier 2015, lors d'un match amical (victoire 2-1).
Avec les moins de 19 ans, il officie comme capitaine lors d'un match amical contre la Grèce, le 10 octobre 2015 (score : 1-1). Par la suite, le 16 novembre, il délivre une passe décisive contre la Norvège, lors des éliminatoires du championnat d'Europe des moins de 19 ans 2016.
Dmitri Skopintsev joue son premier match avec l'équipe de Russie espoirs le 28 mars 2017, lors d'une rencontre amicale face à la Norvège. Les Russes s'imposent sur le score de deux buts à zéro ce jour-là.

## Statistiques
| Saison                | Club                       | Championnat           | Championnat | Championnat | Coupe(s) nationale(s) | Coupe(s) nationale(s) | Compétition(s) continentale(s) | Compétition(s) continentale(s) | Compétition(s) continentale(s) | Total | Total |
| Saison                | Club                       | Division              | M.          | B.          | M.                    | B.                    | Comp.                          | M.                             | B.                             | M.    | B.    |
| 2015-2016             | FC Liefering               | D1                    | 13          | 0           | -                     | -                     | -                              | -                              | -                              | 13    | 0     |
| 2016-2017             | FK Rostov                  | D1                    | 1           | 0           | 1                     | 0                     | -                              | -                              | -                              | 2     | 0     |
| 2016-2017             | Baltika Kaliningrad (prêt) | D2                    | 12          | 1           | -                     | -                     | -                              | -                              | -                              | 12    | 1     |
| 2017-2018             | Baltika Kaliningrad (prêt) | D2                    | 24          | 10          | 1                     | 0                     | -                              | -                              | -                              | 25    | 10    |
| 2017-2018             | FK Rostov                  | D1                    | 10          | 0           | -                     | -                     | -                              | -                              | -                              | 10    | 0     |
| 2018-2019             | FK Rostov                  | D1                    | 15          | 0           | 2                     | 1                     | -                              | -                              | -                              | 17    | 1     |
| 2018-2019             | FK Krasnodar               | D1                    | 9           | 1           | -                     | -                     | -                              | -                              | -                              | 9     | 1     |
| 2019-2020             | FK Krasnodar               | D1                    | 5           | 1           | 1                     | 0                     | C1+C3                          | 1+1                            | 0                              | 8     | 1     |
| 2019-2020             | Dynamo Moscou              | D1                    | 10          | 1           | -                     | -                     | -                              | -                              | -                              | 10    | 1     |
| 2020-2021             | Dynamo Moscou              | D1                    | 24          | 1           | 1                     | 0                     | C3                             | 1                              | 0                              | 26    | 1     |
| 2021-2022             | Dynamo Moscou              | D1                    | 27          | 1           | 6                     | 1                     | -                              | -                              | -                              | 33    | 2     |
| 2022-2023             | Dynamo Moscou              | D1                    | 16          | 1           | 6                     | 0                     | -                              | -                              | -                              | 22    | 1     |
| Total sur la carrière | Total sur la carrière      | Total sur la carrière | 166         | 17          | 18                    | 2                     | -                              | 3                              | 0                              | 187   | 19    |

## Palmarès
Dynamo Moscou
- Finaliste de la Coupe de Russie en 2022.